# Graptemys oculifera
Espèce
Synonymes
- Malacoclemmys oculifera Baur, 1890

Statut de conservation UICN

 VU B2ab(iii) : Vulnérable
Statut CITES
Graptemys oculifera est une espèce de tortues de la famille des Emydidae.

## Répartition
Cette espèce est endémique des États-Unis. Elle se rencontre dans le bassin de la Pearl River en Louisiane et au Mississippi.

## Alimentation
Contrairement aux autres espèces du genre Graptemys, les mâles et les femelles Graptemys oculifera ont la même alimentation. Ils se nourrissent principalement de trichoptères, de diptères, d'éphémères, de coléoptères et d'autres insectes. Ils se nourrissent occasionnellement de poissons morts.

## Description
Les mâles mesurent jusqu'à 109 mm et les femelles, bien plus grandes, jusqu'à 215 mm.

## Publication originale
- Baur, 1890 : Two new species of tortoises from the South. Science, ser. 1, vol. 16, p. 262-263.